# بيت القبطية (رواية)
بيت القبطية هي رواية من تأليف الكاتب المصري أشرف العشماوي والصادرة عن الدار المصرية اللبنانية سنة 2019، وتدور أحداث الرواية ذات 239 صفحة في سنوات ما قبل الانتفاضة الشعبية في مصر عام 2011 التي أنهت حكم حسني مبارك، وتستعرض رحلة وكيل نيابة حديث التخرج داخل إحدى القرى التي تمثل نموذجًا مصغرا لأي مدينة أو محافظة بمصر.
رواية بيت القبطية هي رواية جريئة جدًا وشيقة حيث تتحدث عن عنصرين في غاية الأهمية وهما الدين والسياسة. ففي نقطة الدين ناقش الكاتب الكبير أشرف العشماوي موضوعًا هام للغاية وهو الفتنة الطائفية بكل وضوح وحيادية، وما تعانيه مصر منها، ومن هو المتسبب في هذه الفتنة؟
كما ناقش مدى تورط السياسة في الدين وفي هذه القضية، وسيطرتها على هذه الأمور بإسم القانون. في بداية قرائتك لهذه الرواية وحتى النهاية سوف تسأل نفسك سؤال هام جدًا، ألا وهو هل الدين والقانون في خدمة المجتمع ؟ أم أنه المجتمع والقانون في خدمة الدين ؟

## موضوع الرواية
تدور أحداث الرواية في أواخر حكم الرئيس مُبارك، وتبدأ باستقبال قرية في شمال الصعيد تسمى «الطايعة» لوكيل نيابة جديد يُدعى «نادر فايز كمال»، محقق جنائي تم نقله من القاهرة للصعيد، لم يكن يعرف أن ما سيمر به بسبب هذا النقل سيكون كفيلًا بتغيير حياته.
فقد وصل إلى قرية، كل شبر في أرضها قد سالت عليه دماء مسلمين ومسيحيين، وأينما تخطو قدماك فيها ستجد رائحة الفتنة الطائفية تفوح في جميع أنحاء هذه القرية الصغيرة.
يتعرف نادر على رمسيس، الغفير وحاجب الإستراحة الذي سوف يقبع مع نادر، من لحظة ظهوره ستحوم الريبة والتساؤلات حول هذا الرجل، لكنه يبدأ في تعريف نادر على القرية، وأن أهل قرية الطايعة يطلقون عليها «التايهة».
يشرع نادر في البدء في عمله بحماس، حيث يظن في بداية الأمر أنه سوف يحكم القرية ويطبق القانون الذي درسه عليها، حتى يتفاجأ أن في هذه القرية الأحداث لا تُجرى بالقانون فقط…وفي أول يوم له يجد أهل القرية يطرقون أبواب الإستراحة، ويطالبون بحل مشكلة، يزيد الأمر تعقيداً عندما تصل نادر أوامر بسرعة حل المشكلة، لم يكن يعرف أنها بداية سلسلة من الحوادث الغريبة…حالات انتحار وقتل وحرق للمحاصيل والفاعل لكل هذه الجرائم دائمًا مجهول.
وعلى جانب آخر سوف تتقاطع حكايته مع شخصية أخرى تسمى «هدى حبيب» القبطية التي تتحدث عنها هذه الرواية، أمرأة قد ذاقت في حياتها الكثير من الصعاب والمآسي من ظلم وإهانة وضرب وأيضًا إغتصاب عندما كانت طفلة.
تعُرف هذه المرأة بالقبطية، بيتها ببيت القبطية وتحولت إلى أيقونة يلتف حولها المسلميين والمسيحيين مشيرًا أنها هي وبيتها أصحاب كرامات، لكن كلما غصنا في الأحداث نجد أن هذا البيت يتحول من بيت مبروك إلى بيت ملعون…ترى ماذا حدث؟ وما علاقة القبطية بوكيل النيابة الجديد «نادر»؟

## كاتب الرواية
أشرف العشماوي هو قاضي وروائي مصري من مواليد حي الدقي بمحافظة الجيزة بتاريخ 15 يوليو 1966. تخرج من جامعة القاهرة وحصل على شهادة الليسانس في الحقوق. صدر له حتى الآن ما يزيد عن عشر روايات منها رواية «تويا» التي رُشحت ضمن القائمة الطويلة للجائزة العالمية للرواية العربية «البوكر» عام 2012. حصل على جائزة أفضل رواية بمعرض القاهرة الدولي للكتاب عام 2014 عن روايته «البارمان» وجائزة أفضل رواية تاريخية من ملتقى مملكة البحرين الثقافية عام 2019 عن روايته «كلاب الراعي».

## الترجمة
صدرت الترجمة الإنجليزية للرواية في الولايات المتحدة عن دار نشر «Hoopoe Fiction»، والتي تأتي بعد مرور 4 سنوات على صدورها لأول مرة في مصر. وقد ترجمها بيتر دانيال، بينما جاء تصميم الغلاف من إدارة النشر في الجامعة الأمريكية بالقاهرة.

## وصلات خارجية
- آراء القرّاء حول رواية بيت القبطية على موقع أبجد
- صفحة رواية بيت القبطية على موقع جود ريدز